# Kono Yasui
Kono Yasui (保井コノ, Kagawa, 16 de fevereiro de 1880 - 24 de março de 1971) foi uma bióloga e citologista japonesa. Em 1927, ela se tornou a primeira mulher japonesa a receber um doutorado em ciências.

## Biografia
Yasui nasceu na Prefeitura de Kagawa em 1880. Formou-se na Escola Normal da Prefeitura de Kagawa em 1898 e na Divisão de Ciências da Escola Normal Superior das Mulheres em 1902. Ela ministrou na Escola Superior de Meninas de Gifu e na Escola de Meninas Kanda até 1905, quando um curso de Graduação foi estabelecido na Escola Normal Superior da Mulher. Ela foi a primeira mulher a entrar no curso com uma especialização em pesquisa científica; Yasui se concentrou em zoologia e botânica. Ela publicou um artigo sobre o aparelho weberiano de peixes de carpa na Zoological Science em 1905, tornando-se a primeira mulher a publicar na revista. Sua pesquisa sobre a samambaia aquática Salvinia natans foi publicada no Journal of Plant Sciences e na revista britânica Annals of Botany, marcando a primeira publicação de pesquisa de uma mulher japonesa em uma revista estrangeira. Ela completou o programa de pós-graduação na Escola Normal Superior das Mulheres em 1907 e se tornou professora assistente na escola.
Quando Yasui aplicou-se no Ministério da Educação japonês para estudar no estrangeiro, ela só foi autorizada na condição de listar "pesquisa de economia doméstica" junto com "pesquisa científica" em seu pedido o que ela concordou, além de se comprometer em não se casar para apenas se dedicar à sua pesquisa. Yasui viajou para a Alemanha e os Estados Unidos em 1914 para realizar investigação citológica na Universidade de Chicago.  Foi para a Universidade de Harvard em 1915, onde conduziu pesquisas sobre carvão sob o professor E. C. Jeffrey. 
Yasui voltou ao Japão em junho de 1916 e continuou pesquisando sobre carvão na Universidade Imperial de Tóquio (agora Universidade de Tóquio) até 1927 onde ensinou genética de 1918 a 1939 tendo sido nomeada professora na Escola Normal Superior das Mulheres em Tóquio em 1919. Ela concluiu sua tese de doutorado, "Estudos sobre a estrutura de lignite, carvão e carvão betuminoso no Japão", em 1927, tornando-se a primeira mulher no Japão a completar um doutorado em ciências.
Em 1929, Yasui fundou a revista de citologia Cytologia. A partir de 1924, pesquisou a genética de papoulas, milho e espécies de Tradescantia, e em 1945 começou um levantamento de plantas que tinham sido afetadas por precipitação nuclear após os bombardeamentos de Hiroshima e Nagasaki. Quando a Universidade Ochanomizu foi estabelecida sob seu nome atual em 1949, Yasui foi nomeada professora.
Aposentou-se em 1952, tornando-se professora emerita. Em 1957 publicara um total de 99 artigos científicos.
Yasui morreu em Bunkyō Tóquio, em 24 de março de 1971. 

## Prêmios
- 1955 - Medalhas de Honra[3][4]
- 1965 - Ordem da Coroa Preciosa Terceira Classe, Borboleta[3][4]